# Pseudicius admirandus
Pseudicius admirandus är en spindelart som beskrevs av Dmitri Viktorovich Logunov 2007. Pseudicius admirandus ingår i släktet Pseudicius och familjen hoppspindlar. Inga underarter finns listade i Catalogue of Life.